# Prinsbisdom Siewierz

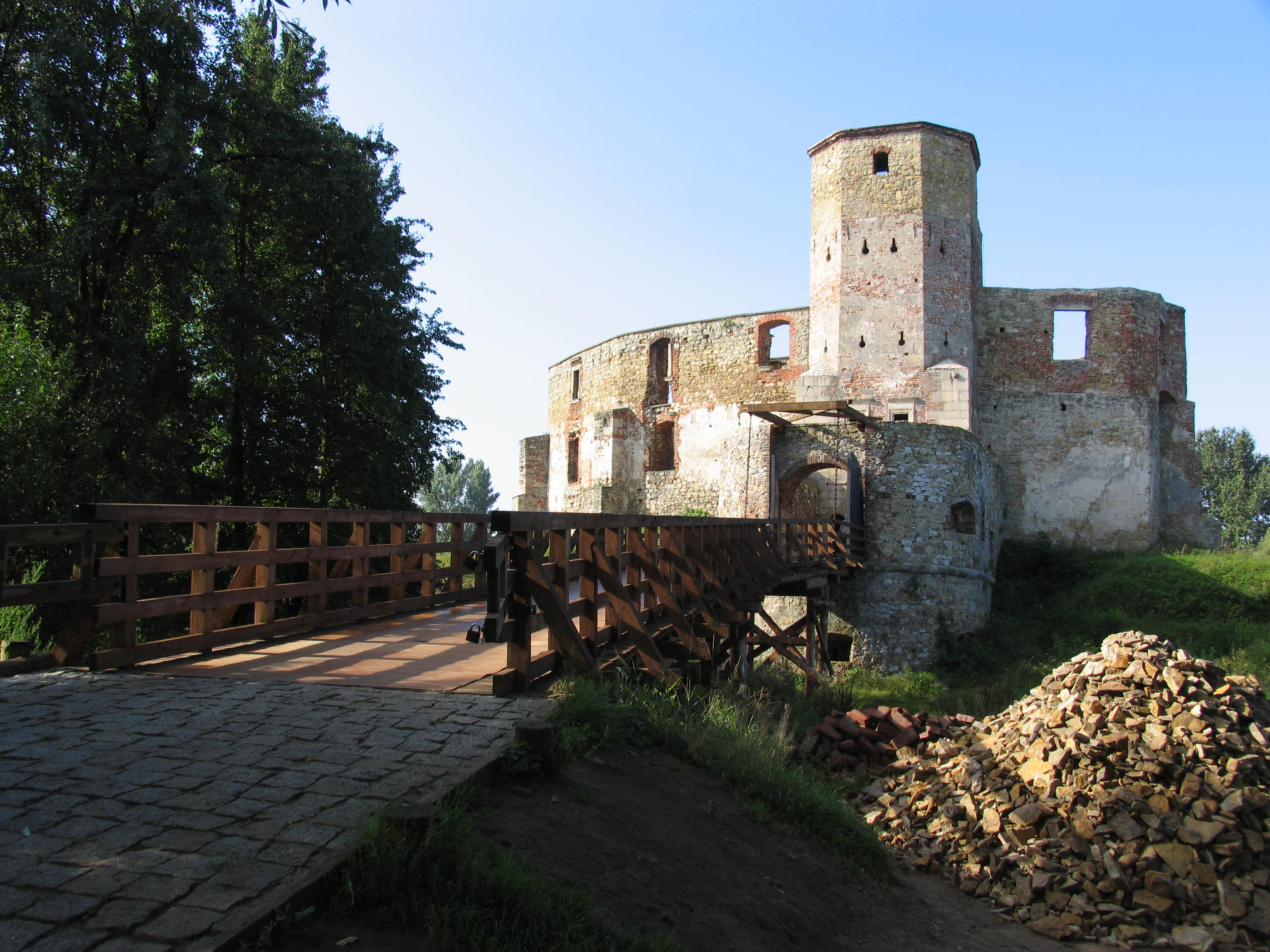
Bisschoppelijk kasteel van Siewierz

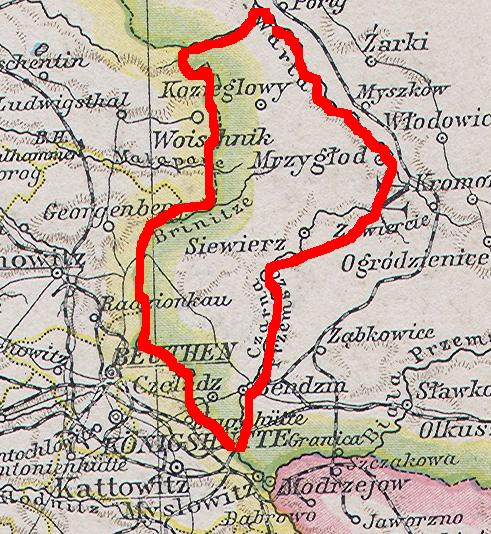

Het prinsbisdom Siewierz was oorspronkelijk een hertogdom en werd als een semi-zelfstandig land door de bisschoppen van Krakau bestuurd. Het was naast het prinsbisdom Nysa het enige prinsbisdom in de regio. Het gebied is in 1790 door het Pools-Litouwse Gemenebest ingelijfd.

## Geschiedenis
Het hertogdom Siewierz werd op 24 december 1443 door Zbigniew Oleśnicki voor 6000 zilveren groats van Wenceslaus I van Teschen gekocht, waarmee het gebied onder het gezag van het bisdom Krakau kwam te staan. Het Bisschoppelijk kasteel van Siewierz was sinds 1453 eeuwenlang de zetel van het prinsbisdom. Als prins-bisschop van Siewierz kregen de bisschoppen van Krakau het recht om hun eigen munt te slaan en belasting van 2 steden, 10 stadjes en 100 dorpen te innen. In 1519 werd Kozieglowy met haar kasteel door Jan Konarski gekocht en aan het prinsbisdom toegevoegd.
Uit onderzoek is gebleken dat het prinsbisdom tussen 1519 en 1790 vijftien buitenlandse edellieden genaturaliseerd heeft, tegenover 414 toekenningen door de Poolse koningen in die periode.
Feliks Turski was de laatste prins-bisschop van Siewierz toen het prinsbisdom in 1790 door het Pools-Litouwse Gemenebest werd ingelijfd en officieel een Woiwodschap werd. Een jaar later werd er in de Grote Sejm gedebatteerd of de prins-bisschoppen van Siewierz een netto jaarinkomen van 100.000 (muntsoort onbekend) moesten krijgen of hun oude inkomen mochten behouden. De Sejm stemden in met het voorstel om het inkomen naar het nieuwe systeem over te zetten. Frans Jozef I van Oostenrijk herstelde in 1889 de prinselijke titel van de bisschoppen van Krakau. Adam Stefan Sapieha was de laatste van deze bisschoppen die deze titel voerde.

## Lijst van heersers

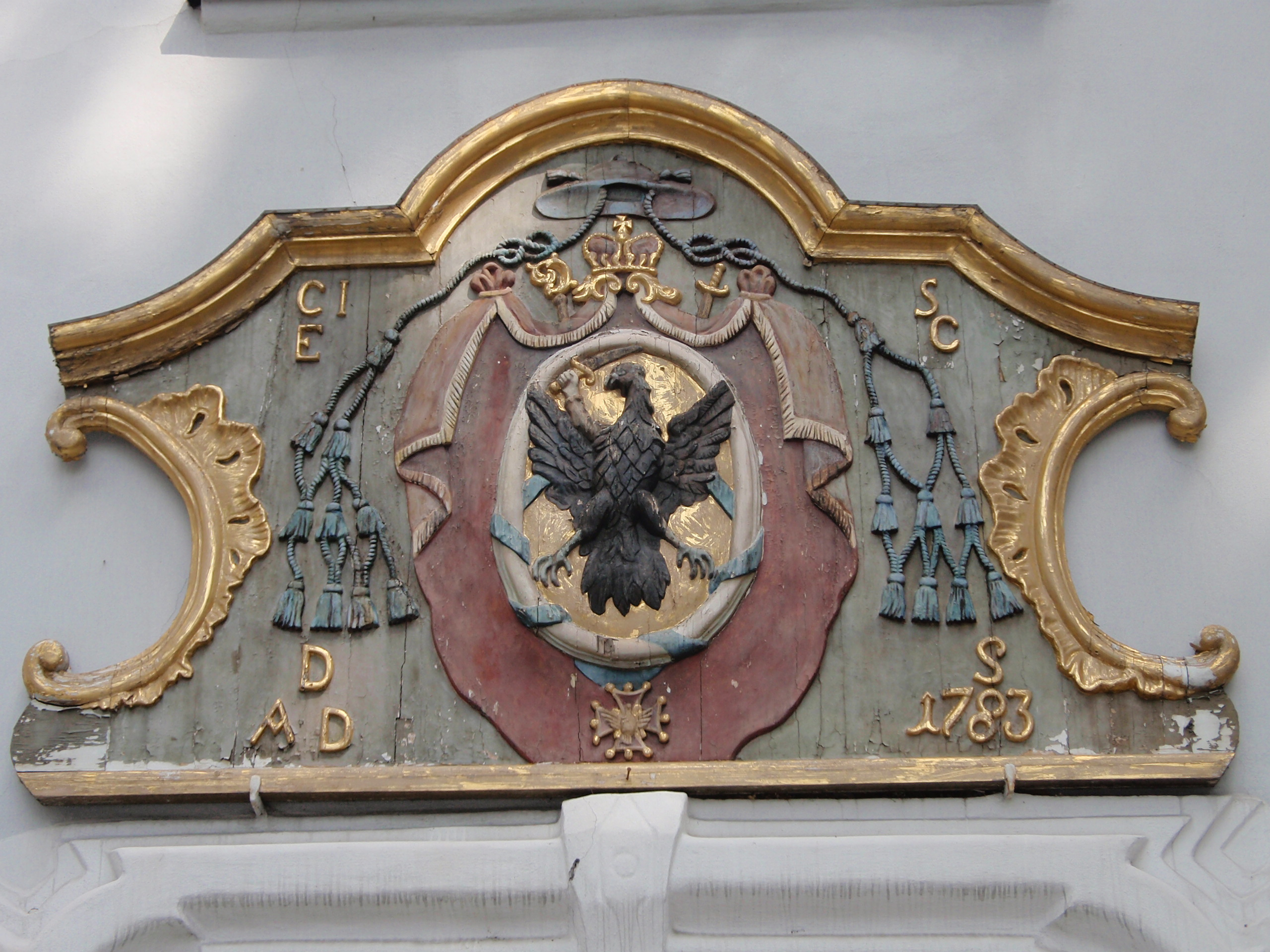
Het wapen van prins-bisschop Kajetan Sołtyk boven de ingang van de St. Maciejkerk in Siewierz

| - Zbigniew Oleśnicki 1443-1455 - Tomasz Strzępiński 1455-1460 - Jakub van Sienno 1461-1463 - Jan Gruszczyński 1463–1464 - Jan Lutkowic van Brzezia 1464-1471 - Jan VI Rzeszowski 1471-1488 - Frederik Jagiellon 1488-1493 - Jan Konarski 1503-1524 - Piotr Tomicki 1524-1535 - Jan Latalski 1536-1537 - Jan Chojeński 1537–1538 - Piotr Gamrat 1538–1545 - Samuel Maciejowski 1546-1550 - Andrzej Zebrzydowski 1551-1560 - Filip Padniewski 1562-1572 - Franciszek Krasiński 1572-1577 - Piotr Myszkowski 1577-1591 - Jerzy Radziwiłł 1591-1600 | - Bernard Maciejowski 1600-1605 - Piotr Tylicki 1607-1616 - Marcin II Szyszkowski 1616-1630 - Andrzej Lipski 1630-1631 - Jan Albert Wasa 1632-1633 - Jakub Zadzik 1635-1642 - Piotr Gembicki 1642-1657 - Andrzej Trzebicki 1658-1679 - Jan Małachowski 1681-1699 - Stanisław Dąbski 1700 - Jerzy Denhoff 1701-1702 - Kazimierz Łubieński 1711-1719 - Felicjan Szeniawski 1720-1732 - Jan Aleksander Lipski 1732-1746 - Andrzej Załuski 1746-1758 - Kajetan Sołtyk 1759-1788 - Feliks Turski 1788-1790 |